# Харолд Спенсер Џоунс
Сер Харолд Спенсер Џоунс (енгл. Harold Spencer Jones; Кенсингтон, 29. март 1890 — Лондон, 3. новембар 1960) био је енглески астроном. Иако је рођен с презименом Џоунс, његово презиме је постало Спенсер Џоунс.

## Биографија
Спенсер Џоунс се школовао у Вишој школи Латимер, где је добио стипендију за Исусов колеџ у Кембриџу, где је и дипломирао 1911. године и постао сарадник тог колеџа. Године 1913. постао је главни асистент краљевске Гриничке опсерваторије. Године 1933. постао је краљевски астроном. Био је председник Интернационалног астрономског друштва од 1945. до 1948. године.
Утврдио је сунчеву паралаксу кроз опсервацију астероида 433 Ерос током његовог блиског приласка Земљи 1930—1931 године.
Његов наследник као краљевски астроном је био Ричард ван Ријет Вули, који је, када је преузео позицију 1956. године одговорио на питање новинара рекавши "Путовање свемиром је потпуна којештарија". На сличан начин, често се каже да је и сам Спенсер Џоунс чврсто сумњао у практичност путовања свемиром, те је чувена његова реченица "путовање свемиром је глупост", коју је изговорио само две недеље пре него што је Спутник лансиран у октобру 1957. године. Међутим, нема доказа да је он ово стварно рекао, тада или икада пре тога.

## Почасти и награде

### Награде
- Златна медаља Краљевског астрономског друштва (1943)
- Краљевска медаља (1943)
- Брус медаља (1949)
- Златна медаља Британског хоролошког друштва (1946)

### Именовано по њему
- Кратер Спенсер Џоунс на Месецу
- Кратер Џоунс на Марсу
- Астероид 3282 Спенсер Џоунс

### Предавања
Године 1944. је Спенсер Џоунс позван да одржи божићно предавање при Краљевској институцији на тему Астрономија у нашем свакодневном животу.